# Акжарський сільський округ (Цілиноградський район)
Акжа́рський сільський округ (каз. Ақжар ауылдық округі, рос. Акжарский сельский округ) — адміністративна одиниця у складі Цілиноградського району Акмолинської області Казахстану. Адміністративний центр — село Акжар.
Населення — 1172 особи (2021; 1436 у 2009, 1358 у 1999, 1517 у 1989).
Станом на 1989 рік існували Прирічна сільська рада (село Антоновка, Прирічне) та Софієвська сільська рада (села Міновка, Софієвка). 1993 року ці сільради утворили Софієвський сільський округ. 2000 року зі складу округу був виділений Прирічний сільський округ. 2023 року сільський округ отримав сучасну назву.

## Склад
До складу округу входять такі населені пункти:
| Населений пункт | Колишні назви | Населення, осіб (1989) | Населення, осіб (1999) | Населення, осіб (2009) | Населення, осіб (2021) |
| --------------- | ------------- | ---------------------- | ---------------------- | ---------------------- | ---------------------- |
| Акжар, село     | Прирічне      | 1143                   | 1056                   | 1202                   | 996                    |
| Опан, село      | Антоновка     | 374                    | 302                    | 234                    | 176                    |